# Lorenzo Maiorano

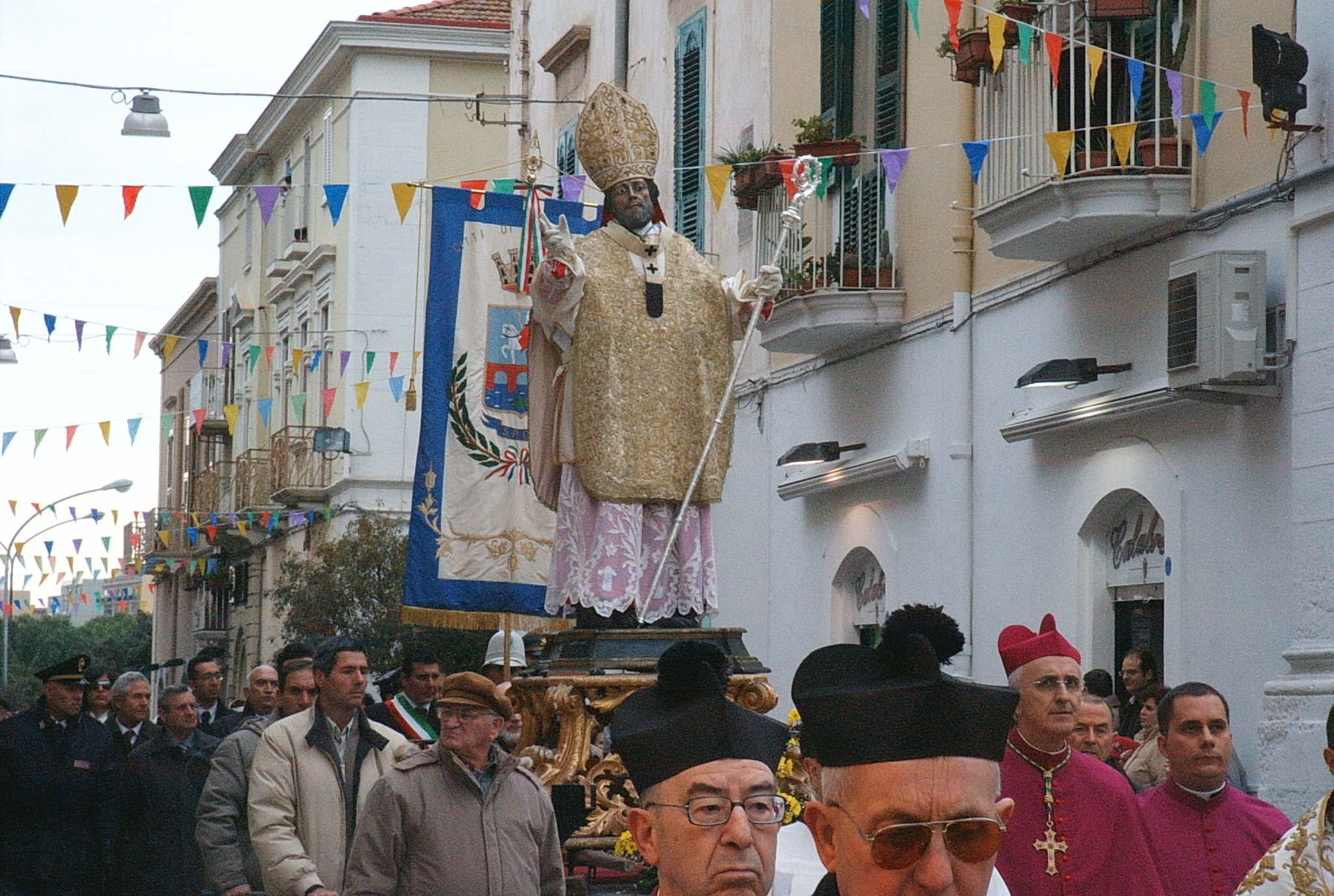
Processione di san Lorenzo Maiorano a Manfredonia nel 2005

San Lorenzo Maiorano (Costantinopoli, 440 circa – Siponto, 7 febbraio 545) è venerato dalla Chiesa cattolica come santo e patrono della città di Manfredonia, assieme a san Filippo Neri e con la Madonna di Siponto, e dell'arcidiocesi di Manfredonia-Vieste-San Giovanni Rotondo. Chiamato anche "patrono dei Forestieri" dai cittadini sipontini, viene festeggiato dalla Chiesa il 7 febbraio, giorno della sua morte (il dies natalis).

## Fonti agiografiche
Sono quattro finora le recensiones note della vita di san Lorenzo di Siponto:
- la più antica, nota come Vita minor, venne scritta nella prima metà dell'XI secolo e si presenta come un testo filobizantino: Lorenzo infatti è presentato come parente dell'imperatore Zenone e arriva in Puglia già consacrato vescovo;
- segue la Vita maior composta alla fine dell'XI secolo; questa vita riflette la nuova situazione politica creatasi con l'arrivo dei Normanni in Puglia; inoltre è sottolineato il legame della sede sipontina con Roma, per esempio nella consacrazione di Lorenzo da parte di papa Gelasio I;
- il terzo testo è una Vita metrica di scarso valore storico e documentario, anche questo databile all'XI secolo; questi tre primi testi sono stati pubblicati dai bollandisti negli Acta Sanctorum;
- più recentemente è stata scoperta nel codice Vaticanus Latinus 5834 un'ulteriore vita di san Lorenzo, la Vita et obitus Sancti Laurentii Sypontini Archiepiscopi, pubblicata da Tiziana Catallo nel 1991;[2] la stessa autrice rivela l'esistenza di altre recensioni della Vita Laurentii.[3]

Il confronto fra queste diverse Vitae ha portato la storica Ada Campione a proporre una nuova cronologia, posticipando l'episcopato di Lorenzo a Siponto al secondo quarto del VI secolo, tra il 537 e il 554.

## Agiografia
La sua storia è frutto di racconti legati alla tradizione agiografica, visto che non si hanno altre fonti della vita del santo. In particolare il racconto è tratto da due Vitæ di autore anonimo, scritte secoli dopo la morte del santo, che a volte contrastano tra loro creando anche diversa confusione.
Nel 491 una delegazione sipontina, vista la morte del vescovo Felice, partì per Costantinopoli per chiedere la nomina di un nuovo pastore per la Chiesa locale. L'imperatore Zenone designò Lorenzo, un suo parente. Questi partì per Roma, portando con sé le reliquie di santo Stefano e sant'Agata, e qui venne consacrato vescovo da papa Gelasio I (492-496).
Divenuto vescovo di Siponto, Lorenzo legò il suo nome all'apparizione dell'arcangelo Michele sul monte Gargano.
La leggenda racconta che nel 490 un signorotto di nome Elvio Emanuele smarrì sul monte Gargano il suo più bel toro. Lo ritrovò in una caverna detta "delle magie", poiché vi era vissuto un sedicente mago, e non potendo trarlo fuori, decise di ucciderlo lanciando una freccia, ma questa inspiegabilmente tornò indietro. Il pastore sconvolto corse dal vescovo Lorenzo che gli consigliò di trascorrere tre giorni pregando e digiunando.
Al terzo giorno l'arcangelo Michele apparve in sogno a Lorenzo invitandolo ad aprire la grotta al culto cristiano. Lorenzo tuttavia non ascoltò la volontà dell'arcangelo poiché era ancora vivo in quella grotta il culto pagano.
Due anni dopo la città venne assediata dal re barbaro Odoacre. La città era ormai allo stremo quando il vescovo chiese al re barbaro, ed ottenne, tre giorni di tregua per la popolazione. Ed ecco che l'arcangelo ritornò in sogno al vescovo dicendogli che avrebbe aiutato i sipontini se avessero attaccato i barbari.
Scaduta la tregua, i sipontini attaccarono e durante la battaglia incominciò una tempesta di grandine e sabbia che si rovesciò sui barbari i quali, spaventati, fuggirono. Come atto di ringraziamento Lorenzo guidò una processione fino al monte Gargano, senza tuttavia osare entrare nella grotta.
Ancora indeciso il vescovo riferì l'accaduto al pontefice che ordinò di occupare la grotta e consacrarla dopo un digiuno di tre giorni.
Per la terza volta l'arcangelo fece visita al vescovo e gli disse che non era necessario consacrare il luogo poiché era stato già consacrato dalla sua presenza.
E così finalmente il vescovo si recò in processione con tutti i sipontini verso il monte e dedicò la grotta all'arcangelo Michele il 29 settembre 493. Qui poi egli fece edificare una chiesa che divenne meta ininterrotta di pellegrini per i secoli successivi.
Morì a Siponto il 7 febbraio 545 a 105 anni circa.
Si racconta che Lorenzo ottenne l'intercessione di san Michele per respingere l'incursione dei pagani a Siponto.
Egli avrebbe avuto il dono della profezia e annunciò l'imminente guerra con i Goti.
Volle un incontro con Totila, questi gli mandò un cavallo selvaggio che non obbediva a nessuno, ma ancora inspiegabilmente Lorenzo lo domò e ottenne che Siponto venisse risparmiata dalla distruzione.
La leggenda vuole che san Lorenzo abbia portato con sé da Costantinopoli l'icona della "Vergine Maria di Siponto" attuale compatrona della città di Manfredonia; l'immagine venne incoronata il 28 agosto del 1955 dal cardinale Roncalli, divenuto poi papa Giovanni XXIII.

## Culto
Il 7 febbraio 1270, poco dopo la fondazione della città di Manfredonia al posto di Siponto, l'arcivescovo Giovanni Freccia da Ravello ponendo la prima pietra del duomo dedicata al santo vescovo della nuova cittadina vi trasferì le reliquie custodite a Siponto.
Nel 1620, in seguito all'invasione turca perpetrata ai danni di Manfredonia, i resti del vescovo Lorenzo furono trafugati e bruciati (si salvò solo un braccio che oggi è conservato nella cattedrale di Manfredonia).
L'arcivescovo Giovanni De Lernia (1708-1725) fece deporre in una cassetta di piombo i resti delle reliquie e le pose sotto l'altare maggiore.
All'arcivescovo Francesco Rivera (1742-1777) si deve invece la ripristinazione della festa del Pastor Bonus in onore del santo, anche la statua in legno del 1763 opera dello scultore F. Paolo Antolini da Andria, alta 1,80 m in legno di tiglio e assemblata.
Durante la festa in onore del santo la statua viene traslata dalla sua nicchia e posta alla destra dell'altare maggiore e vestita dei paramenti sacri antichi conservati gelosamente dal capitolo sipontino, sono quelli donati da papa Benedetto XIII, (già fra Vincenzo Maria Orsini, Arcivescovo di Manfredonia dal 7 maggio 1675 al 20 giugno 1680), dopo la sua elezione al soglio pontificio, avvenuta il 29 maggio 1724. Altri pregiati paramenti sacri che vengono utilizzati per la sua vestizione in occasione della sua Solennità, sono quelli degli arcivescovi di Manfredonia Paolo Teutonico (1649-1651); Giovanni de Lernia (1706-1725); Vitangelo Salvemini (1832-1854); Vincenzo Tagliatatela (1854-1879); conservati in cattedrale.
Fino al 1952 la statua del patrono, era sempre stata portata in processione a spalla dai pescatori. Dal 1953 al 1990, alcuni commercianti devoti a san Lorenzo, in occasione della processione mettevano a disposizione il loro camioncino, addobbato per l'occasione per trasportare la Statua del santo.
Tra il 2011 ed il 2012 la sacra statua del santo è stata interessata da un lavoro di restauro eseguito da Maddalena Restauri di Leonardo Maddalena da Biccari. L'opera di rimozione delle precedenti ridipinture ha permesso di riportare alla luce le decorazioni originali non più con la talare nera bensì con l'originale abito di canonico.